# A28-as autópálya (Olaszország)
Az A28-as autópálya, Portogruarot és Coneglianot köti össze. Az A4 -es autópályából ágazik le. 

## Útvonal
| PORTOGRUARO - PORDENONE -CONEGLIANO |                                                    |        |      |       |
| Típus                               | Jelölés                                            | ↓km↓   | ↑km↑ | Megye |
|                                     | A4-es autópálya Torino - Trieszt                   | 0      |      | VE    |
|                                     | Barriera di Portogruaro                            | 0,658  |      | VE    |
|                                     | Portogruaro                                        | 1,08   |      | VE    |
|                                     | Gruaro pihenőhely                                  |        |      | VE    |
|                                     | Sesto al Reghena                                   | 4,692  |      | PN    |
|                                     | Villotta di Chions                                 | 8,672  |      | PN    |
|                                     | Azzano Decimo                                      | 13,951 |      | PN    |
|                                     | Fiume Veneto                                       | 17,225 |      | PN    |
|                                     | Pordenone Centro Commerciale                       | 20,449 |      | PN    |
|                                     | Pordenone Sud                                      | 21,510 |      | PN    |
|                                     | Porcia                                             | 24,364 |      | PN    |
|                                     | Porcia/Brugnera pihenőhely                         |        |      | PN    |
|                                     | Fontanafredda                                      | 28,059 |      | PN    |
|                                     | Sacile Est                                         | 31,129 |      | PN    |
|                                     | Sacile Ovest                                       | 35,05  |      | PN    |
|                                     | Barriera di Cordignano                             | 36,428 |      | TV    |
|                                     | Godega di Sant'Urbano                              | 43,790 |      | TV    |
|                                     | A27 (autópálya, Olaszország) Mestre-Pian di Vedoia | 48,75  |      | TV    |
|                                     | Conegliano                                         |        |      | TV    |

## Fordítás
- Ez a szócikk részben vagy egészben  az   Autostrada A28 című olasz Wikipédia-szócikk fordításán alapul.  Az eredeti cikk szerkesztőit annak laptörténete sorolja fel. Ez a jelzés csupán a megfogalmazás eredetét és a szerzői jogokat jelzi, nem szolgál a cikkben szereplő információk forrásmegjelöléseként.